# Kriegerin
Kriegerin ist ein deutscher Spielfilm von Regisseur David Wnendt über den Neonazismus in Deutschland. Er wurde beim Filmfest München 2011 uraufgeführt. Der Kinostart in Deutschland war am 19. Januar 2012.

## Handlung
Die 20-jährige Marisa ist Teil einer neonazistischen Jugendclique in einer ostdeutschen Kleinstadt im ländlichen Raum. Ihr Leben ist geprägt von Hass auf Migranten, Juden, die Polizei und eigentlich jeden, der nicht in ihr Weltbild passt. Körperliche Gewalt spielt eine zentrale Rolle im Alltag der Clique, der auch ihr militanter Freund Sandro angehört. Nachdem die Gruppe an einem Badesee die beiden afghanischen Asylbewerber Jamil und Rasul  rassistisch beschimpft und erniedrigt, entsteht ein Streit, in dessen Folge Marisa Jamil und Rasul mit ihrem Auto rammt und Jamil schwer verletzt. Nicht zuletzt auch weil Rasul danach in dem örtlichen Supermarkt, in dem Marisa zusammen mit ihrer Mutter als Kassiererin arbeitet, auftaucht, um Essen bittet und ihr seine hilflose Lage schildert, bekommt sie Gewissensbisse und beginnt, Rasul zunächst mit Essen und einem Schlafplatz sowie später auch in dessen Vorhaben, zu seiner Familie nach Schweden zu fahren, zu unterstützen. Parallel zu Marisas allmählichem Ausstieg aus der Szene findet dagegen die 15-jährige, aus bürgerlichem Haus stammende Svenja verstärkt Anschluss zur Neonazi-Szene, lernt Marisa auf einer Neonazi-Party kennen und ist ab diesem Zeitpunkt akzeptiertes Mitglied der Clique. Marisa, die ihr von Hass und Gewalt dominiertes Umfeld und ihre patriarchal geprägte Beziehung zu ihrem Freund immer mehr in Frage stellt, bleibt schließlich nur die Wahl eines plötzlichen und radikalen Bruchs mit ihrem ehemaligen Leben.
Nachdem sie Kontakt zu einer Schleuserbande aufgenommen hat, bricht sie auf zu der Wohnung, in der sich die Neonazi-Szene des Orts sammelt. An der Haustür kommt es zu einer Konfrontation mit Marisas Mutter, die sie anfleht, sie nicht zu verlassen, und schließlich schildert, wie schwer ihr Vater sie misshandelte, als er von ihrer Schwangerschaft erfuhr. Erst als Marisa geboren war, akzeptierte der Großvater die Enkelin und indoktrinierte sie als Kind, wie sich in den späten Sequenzen des Films herausstellt, mit der Propaganda des NS-Regimes und dessen Judenfeindlichkeit. Den Juden warf er anhaltende Geschichtsverzerrung vor und betrieb damit Holocaustleugnung. Im Verlauf des Films verstirbt er.
Marisa verlässt ihr Elternhaus dennoch, schlägt ihren Freund und einen weiteren Neonazi mit einem Baseballschläger zusammen und fährt mit Svenja und Rasul zu einem Treffpunkt an der Ostsee, von wo aus Rasul mit der Schleuserbande nach Schweden gelangen soll. Zur Bezahlung dient das Geld, das Svenja ihren Eltern vor ihrer Flucht aus dem Elternhaus gestohlen hat. Es kommt zur Übergabe, und Rasul wird mit einem Boot weggebracht. Svenja hat zwischenzeitlich aber den Aufenthaltsort an Sandro verraten. Er spürt Marisa am Strand auf und schießt ihr in die Brust. Marisa stirbt kurz darauf am Strand unter den Augen von Svenja, die erst jetzt begreift, in welche Kreise sie tatsächlich geraten ist.

## Hintergrund
Gedreht wurde der Film im August und September 2010 in Sachsen und Thüringen, Sachsen-Anhalt und Mecklenburg-Vorpommern. Es ist David Wnendts Regiedebüt und sein Diplomfilm. Er studierte an der Hochschule für Film und Fernsehen „Konrad Wolf“ in Potsdam. Dem Film ging eine zweijährige Recherche voraus, währenddessen sich der Regisseur intensiv mit der Szene auseinandersetzte und Interviews mit Neo-Nazi-Gang-Mitgliedern führte. Marisas Charakter wurde von wahren Gegebenheiten inspiriert. Der Film entstand als Produktion der Berliner Mafilm Martens Film- und Fernsehproduktions GmbH in Koproduktion mit der ZDF-Redaktion Das kleine Fernsehspiel. Der internationale Vertrieb ist EastWest Filmdistribution.
Die Endsequenz des Films wurde am Strand hinter dem Seebad Prora gedreht.
Während einer Party sieht sich die Gruppe im Film den Propagandafilm Der ewige Jude an. Die gewaltverherrlichenden Nazisongs für Kriegerin schrieb der Musiker Johannes Repka speziell für den Soundtrack und spielte sie mit Mitgliedern von Oi!-Punk-Bands ein. Die Musiker distanzieren sich im Abspann von den Liedern. Eine Veröffentlichung der Stücke ohne Filmbilder wurde vertraglich ausgeschlossen.

## Kritik
„David F. Wnendts ‚Kriegerin‘ […] sorgte für Aufsehen. Alina Levshin […] spielt in diesem fundiert recherchierten Neonazi-Drama die hasserfüllte Supermarkt-Kassiererin Marisa, irgendwo in Ostdeutschland. Zu Liedzeilen wie ‚Holocaust Reloaded‘ bringt sie sich mit ihrer Clique in Stimmung für Gewalttaten. Doch dann löst sich die ideologische Gewissheit auf. Ein gewagter, ungeschönter Film.“

„David Wnendts Drama ‚Kriegerin‘ bietet keine schlüssige Antwort […], sondern variiert stattdessen bloß einige der typischen Klischees und verheddert sich auch noch beim Erzählen. […] Leider reichen die Leistungen der Hauptdarstellerinnen […] nicht aus, um auch den Rest des Films über den Durchschnitt zu hieven.“

## Auszeichnungen
- Förderpreis Deutscher Film 2011 für das beste Drehbuch (David Wnendt)
- Förderpreis Deutscher Film 2011 für die beste Hauptdarstellerin (Alina Levshin)
- First Steps Award 2011 in der Kategorie Abendfüllende Spielfilme
- Prix Genève-Europe 2011 für das beste fiktionale Fernseh-Drehbuch eines Debütanten
- „Perle“ (Preis für Frauen in der Filmbranche) für das beste Szenenbild beim Kinofest Lünen 2011 an Jenny Roesler[12]
- MFG-Star Baden-Baden 2011
- Bayerischer Filmpreis 2011 in den Kategorien Nachwuchsregie an David Wnendt und Nachwuchsdarstellerin an Jella Haase
- Deutscher Filmpreis 2012:
  - Filmpreis in Bronze als bester Spielfilm
  - Beste Hauptdarstellerin (Alina Levshin)
  - Bestes Drehbuch
- Filmkunstfest Mecklenburg-Vorpommern 2012: Nachwuchsdarstellerpreis an Alina Levshin
- Studio Hamburg Nachwuchspreis 2012:
  - Bestes Drehbuch an David F. Wnendt
  - Beste Produktion an Sophie Stäglich
- 2. International Crime and Punishment Film Festival Istanbul 2012
  - International Golden Scale Feature Film Award
- Bambi 2012 in der Kategorie Schauspielerin national an Alina Levshin
- Preis der deutschen Filmkritik 2012 für Alina Levshin als beste Darstellerin[13]